# Filter (Fluidtechnik)

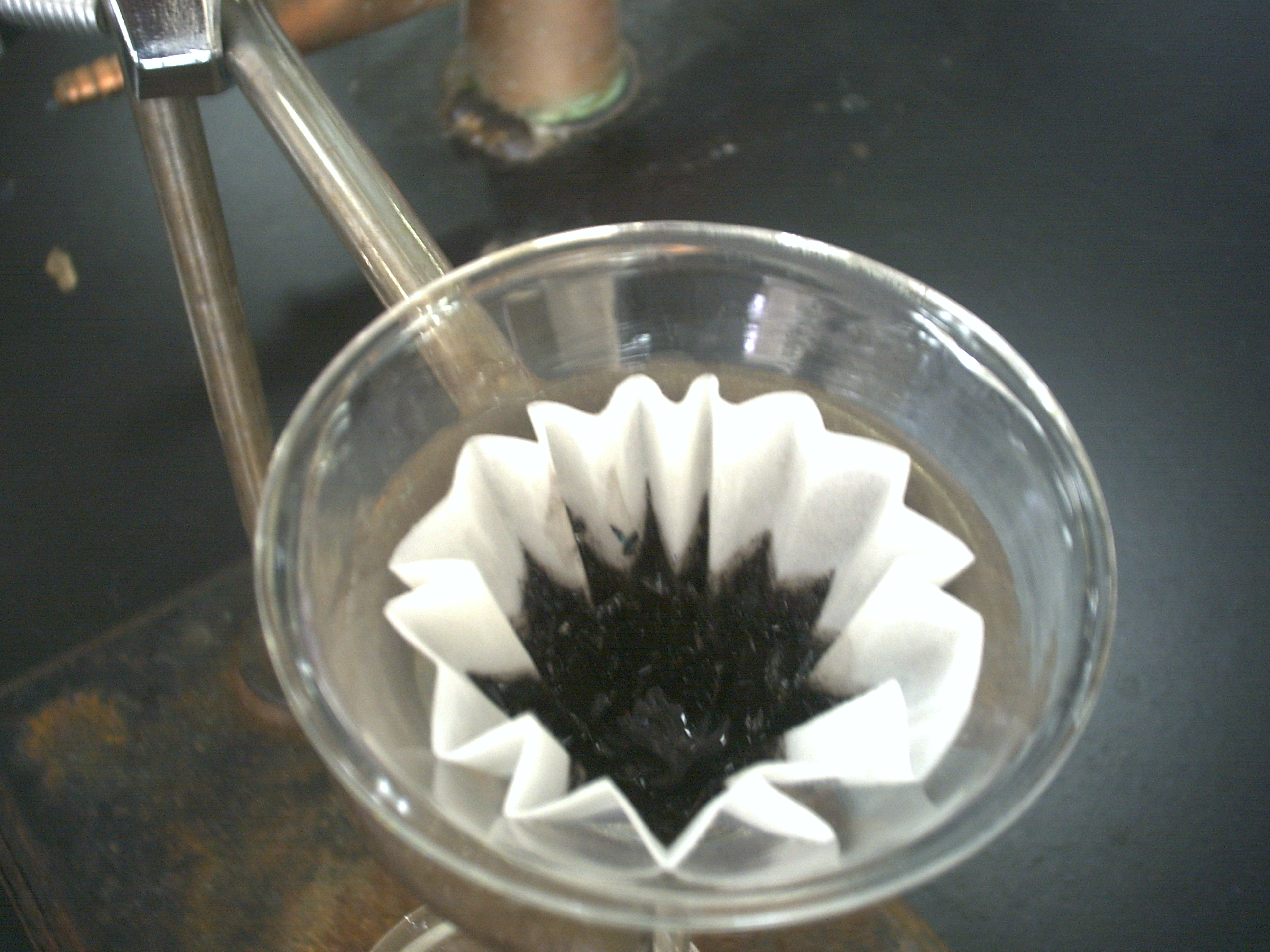
Papierfilter mit Filterkuchen

Ein Filter (fachsprachlich Neutrum, gemeinsprachlich Maskulinum) hält, wie ein Sieb, Feststoffe aus einem Gas- oder Flüssigkeitsstrom zurück.
Die feststofffreie Phase wird bei der Filtration von Flüssigkeiten als Filtrat und in der Gasfiltration meist als Reingas bezeichnet. An der Oberfläche des Filters zurückbleibender Feststoff heißt Filterkuchen, die Filtration findet jedoch insbesondere in der Gasphase je nach Aufbau des Filters auch oder ausschließlich in dessen Innerem statt (Tiefenfilter), sodass nicht in jedem Fall ein Filterkuchen entsteht.
Die treibende Kraft einer Filtration ist eine Druckdifferenz des Transportmediums vor und nach dem Filter. Das Medium wird entweder durch den Filter gesaugt (Beispiel Zigarettenfilter, Nutsche) oder mit Überdruck durch den Filter gepresst.

## Funktionsprinzip
Die Filtration geschieht durch:
- Oberflächenfiltration
  - Kuchenfiltration: Das Filtrat wird in Strömungsrichtung abgezogen. Auf dem Filtermedium bildet sich ein Filterkuchen wachsender Dicke, der selbst als immer dichter werdendes Filtermedium wirkt. Der Filterkuchen muss regelmäßig abgetragen werden. Man erhält sowohl den Feststoff als auch das gereinigte Trägermedium.
  - Querstromfiltration (auch Cross-Flow-Filtration genannt): Das Filtrat wird quer zur Strömungsrichtung abgezogen.  Die Scherkräfte verhindern, dass sich ein Filterkuchen bildet, die Oberfläche wird abgereinigt. In Strömungsrichtung konzentriert sich die Suspension, das Konzentrat muss abgeführt werden.
- Tiefenfiltration: Bei Tiefen- oder Speicherfiltern erfolgt die Abscheidung im Inneren (in der Tiefe) des Filtermediums. Hierbei ist das fluide Medium der Wertstoff, da sich der Feststoff nur schwer aus dem Filter extrahieren lässt.

Die Filterwirkung beruht auf folgenden physikalischen Eigenschaften:
- Die Partikel sind größer als die Poren des Filters und können daher nicht in das Filtermedium eindringen. Dieser Effekt wird als Siebeffekt bezeichnet und tritt vornehmlich bei membranbeschichteten Oberflächenfiltern und bei der Filtration von Suspensionen auf.
- Aufgrund ihrer Trägheit können die Partikel der Strömung nicht folgen und treffen auf das Filtermaterial, an dem das Medium tangential vorbeiströmt. Als Maß für die Trägheitsabscheidung dient die Stokes-Zahl.
- Aufgrund der Brownschen Molekularbewegung schwankt die Partikelbahn statistisch um die Stromlinie, auf der sich das Partikel bewegt, wodurch es zum Kontakt der Partikel mit dem Filtermaterial kommen kann. Diesen auch als Diffusionsabscheidung bezeichneten Effekt beschreibt die Peclet-Zahl. Er spielt nur für sehr kleine Partikel (kleiner als wenige hundert Nanometer) eine Rolle.
- In Filterkuchen von Oberflächenfiltern ist der Sperreffekt der bestimmende Abscheidemechanismus. Dabei führt die Bahn des Masseschwerpunktes der Partikel zwar am Filtermaterial vorbei, das Partikel kann aber aufgrund seiner geometrischen Ausdehnung das Filtermaterial nicht passieren und wird abgeschieden.
- Bei genügend langer Wartezeit trennen sich die Partikel durch Thermophorese, wenn sie entlang eines Temperaturgradienten diffundieren.
- Im Gasstrom lassen sich kleine Partikel elektrostatisch herausfiltern. Dazu verwendet man Elektret-Filter: Vliesfilter, deren Fasern bei der Herstellung elektrisch polarisiert oder geladen werden (Elektret-Fasern).

## Einteilung und Benennung
Filter können nach unterschiedlichen Kriterien eingeteilt und benannt werden. Daher können auf einen Filter mehrere Benennungen aus den folgenden Kategorien zutreffen, z. B. ist ein Zigarettenfilter gleichzeitig ein Luftfilter und ein Partikelfilter:
- nach dem Einsatzgebiet bzw. der Anwendung: Zigarettenfilter, Atemschutzfilter, Aquariumfilter, Innenraumfilter usw.
- nach dem Funktionsprinzip: Oberflächenfilter, Tiefenfilter, Membranfilter, Elektret-Filter, Siebfilter, Anschwemmfilter usw. (s. o.)
- nach dem zu reinigenden Strom: Luftfilter, Wasserfilter, Ölfilter, Kaffeefilter, Umluftfilter, Heißgasfilter usw.
- nach den abzuscheidenden Stoffen: Partikelfilter, Schwebstofffilter, Rußfilter, Fettfilter usw.
- nach der Ausführung bzw. Bauform: Schlauchfilter, Kerzenfilter, Taschenfilter, Schüttschichtfilter, Scheiben- oder Trommelfilter usw.
- nach der Feinheit: Mikrofilter, Ultrafilter, Nanofilter, HEPA-Filter usw.
- nach der Funktion bzw. Position in einer mehrstufigen Filteranlage: Vorfilter, Endfilter, Polizeifilter usw.
- nach dem Filtermaterial bzw. -medium: Papierfilter, Gewebefilter, Drahtfilter, Polstofffilter, Sandfilter, Kiesfilter usw. (s. u.)

## Filtermedien

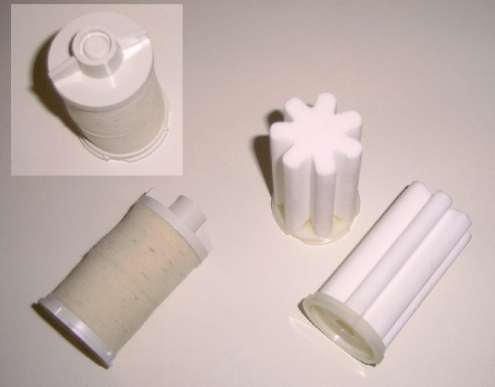
Ölfilter einer Ölheizung

Filtermedien können unterschieden werden in:
- Flexible Filtermedien, dazu zählen Gewebe, Papier und Vliese (faserorientierte Vliese wie z. B. Filze, Polstoff und Wirrfaservliese wie z. B. Spinnvliese). Die in früheren Jahren eingesetzten Naturfasern wurden bei industriellen Anwendungen weitgehend durch synthetische Fasern ersetzt.[2] Bei Fasern liegt in der Regel eine Größenverteilung vor; deshalb ist davon auszugehen, dass Schwebstofffilter aus Faservliesen inhomogen sind.[3]
- Starre Filtermedien, die durch hohe Steifigkeit und Eigenfestigkeit gekennzeichnet sind, bestehen in der Regel aus Fasern oder Körnern. Das Grundmaterial, das in der Regel versintert wird, ist Kunststoff, Metall oder Keramik.[4] Ausführungsbeispiele sind poröse Festkörper und Filterkerzen. Kornkeramische Filterelemente mit Blähton oder Siliziumkarbid als Grundstoff können zur Heißgasfiltration eingesetzt werden.[5]
- Schüttschichtfilter sind im Gegensatz zu den anderen Filtermedien nur ein loser Verbund körnigen Materials, der vom Fluid durchströmt wird.[2] Sie sind aufgebaut aus körnigem Material, dessen Art und Korngrößenverteilung hinsichtlich der Trennaufgabe angepasst werden kann.[4] Häufig handelt es sich dabei um oxidische Materialien.

Für Filtrationsaufgaben können je nach Einsatzgebiet verschiedene Materialien zum Einsatz kommen, beispielsweise Kunstfasern (aus Polyester, Polyphenylensulfid, Polytetrafluorethylen etc.), keramische Fasern/Sinterkörper, Glasfasern oder auch Metalle. Diese können chemisch oder physikalisch behandelt werden (beispielsweise bei Filzen sengen und kalandern) und Oberflächenbeschichtungen aufweisen (zum Beispiel Membranen). Kabinenluftfilter sind häufig Kombinationsfilter aus textilem Filter und Adsorbens.

## Eigenschaften eines Filters
Folgende Eigenschaften dienen zur Beurteilung und Klassifizierung von Filtern:
- Die Filterwirksamkeit beschreibt die Effektivität, mit der das Trenngut vom Medium abgeschieden wird. 100 % bedeutet, dass sämtliches Trenngut herausgefiltert wird.
- Bei der Einlagerung des Trennguts wird zwischen oberflächlicher (Oberflächenfilter) und innerer (Tiefenfilter) Einlagerung unterschieden.
- Der Druckverlust am Filter entsteht dadurch, dass das Medium durch das Filter hindurchströmt. Dabei muss unterschieden werden zwischen dem Anfangsdruckverlust des Filtermaterials und dem Druckabfall durch steigende Einlagerung und Anlagerung des Trennguts.
- Die Reinigung des Filters beschreibt, inwieweit das Trenngut aus dem Filter wieder herausgeholt werden kann. Es gibt dabei Filter, die nur einmal genutzt werden können, da das Trenngut nicht mehr herausgeholt werden kann. Hierbei ist auch zu unterscheiden, ob das Trenngut unmittelbar genutzt, weiter- oder aufgearbeitet oder entsorgt wird.

## Beispiele

### Übersicht Filtermaterialien
Siebe

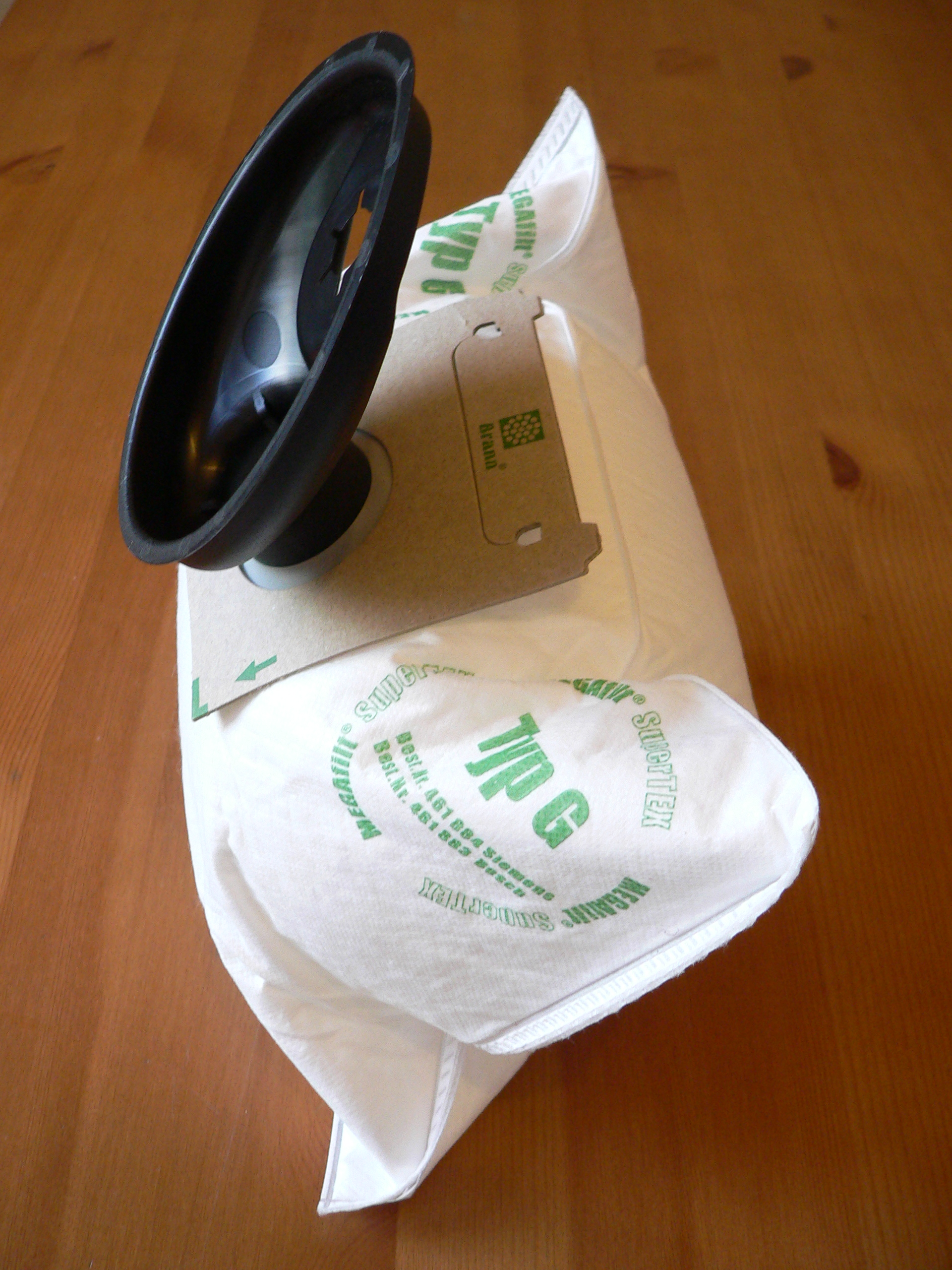
Auch ein Staubsaugerbeutel ist ein Filter

Ein Filter in seiner einfachsten Form ist das Sieb. Wiederverwendbare Kaffeefilter bestehen aus einem geätzten Metallsieb oder einem Kunstfasergewebe.
Papierfilter
Papierfilter bestehen aus nassfestem Papier. Anwendungsbeispiel sind Staubsaugerbeutel und Einmal-Kaffeefilter.
Glasfaservlies
Vliesfilter finden sich zum Beispiel als Zigarettenfilter, in Dunstabzugshauben oder als Luftfilter, Zusatzfilter für Staubsauger, Filterkassetten für Industriesauger, Laminarboxen und in Filteranlagen von Klimaanlagen und für Reinräume.

Als Japanmatte bezeichnet man spezielle Filter, die in Pools und Gartenteichen zum Filtern des Wassers verwendet werden. Treib- und Schmierstoffe werden durch Kraftstoff- und Ölfilter gereinigt. Atemschutzfilter enthalten je nach Anwendung auch Aktivkohle, deren große innere Oberfläche adsorbiert komplexe Gasmoleküle.

Mikrofilter/Feinstaubfilter (HEPA-Filter, Filtermembran) halten in der Medizin und bei der Wasseraufbereitung Mikroben zurück.
Keramik
Keramikfilterelemente bestehen aus offenporiger Keramik.
In der Gießerei werden keramische Filter zur Reinigung von Metallschmelzen eingesetzt. Auch Wasserfilter werden teilweise aus Keramik gefertigt.

Dieselrußpartikelfilter können die Partikelemissionen eines Kraftfahrzeugdieselmotors deutlich reduzieren.
Sintermetall
Offenporige Sintermetall-Filterelemente werden neben Vliesfiltern unter anderem in der Fertigung von Mikroelektronik zur Filterung von Gasen und Flüssigkeiten eingesetzt (Reinräume).
Nadelfilz
Vor allem im Bereich der großindustriellen Gasfiltration (beispielsweise in Müllverbrennungsanlagen, Gießereien etc.) werden vornehmlich Nadelfilze als abreinigbare Filtermedien eingesetzt.
Polstoff
Textile Polstoffe werden als Filtermedien in der Wasser- und Abwasserreinigung eingesetzt.
Zusatzfilter zur Absicherung werden Polizeifilter genannt.

### Rückspülfilter

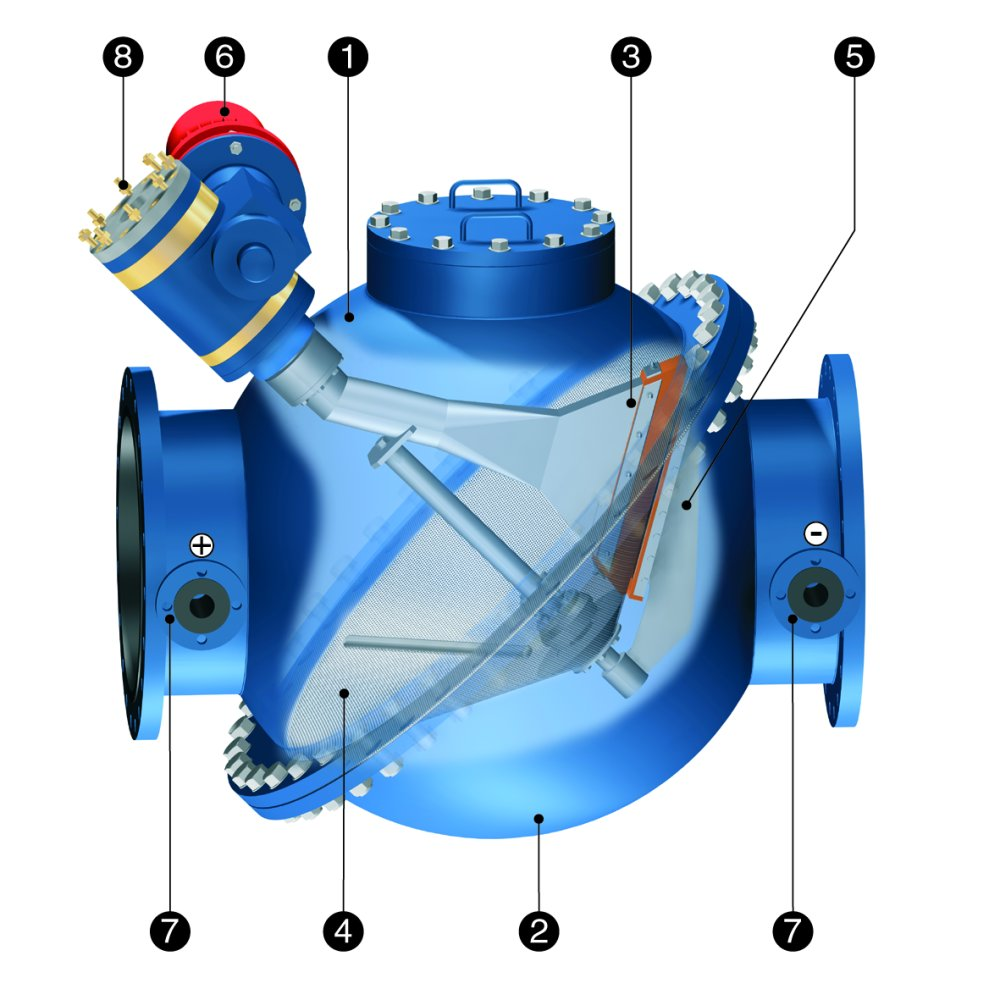
Schemazeichnung eines Rückspülfilters
1 Eintrittsgehäuse
2 Austrittsgehäuse
3 Rückspülrotor
4 Filtereinsatz
5 Rückspülverstärker
6 Getriebemotor
7 Flansche für die Differenzdrucküberwachung
8 Flansch für die Spülwasserleitung

Das Bild zeigt einen kontinuierlich arbeitenden Rückspülfilter. Hierbei wird die sich auf der Filterfläche bildende Masse aus Feststoffen durch einen geringen Teilstrom der Flüssigkeit abgespült. Ein über der Filterfläche umlaufender und wie ein Staubsauger wirkender Rotor fördert dabei die Feststoffe aus dem Filter über eine angeschlossene Rohrleitung heraus. Die Technologie wird zur Filtration großer Kühlwassermengen innerhalb von Dampfkraftwerken verwendet, um Turbinenkondensatoren und Rohrbündelwärmeübertrager von Fouling freizuhalten. Eine besondere Herausforderung in der Konstruktion ist die Filtration langfaseriger Verschmutzungen wie beispielsweise das Affenhaar aus dem Kühlwasser.
Eine Weiterentwicklung im Bereich dieser Rückspülfilter sind die sogenannten aktiven Filterelemente. Diese Elemente verhalten sich im Betrieb wie ganz normale Filterflächen, während des Rückspülvorgangs geben sie jedoch einen vergrößerten Querschnitt frei, so dass sich die filtrierten Feststoffe leichter von der Filterfläche ablösen können. Solche Filter werden für die Feinfiltration von Festkörpern von 1000 µm bis 50 µm Größe hergestellt.

### Wasserfilter in der Haustechnik
Das Wasserwerk liefert Trinkwasser, welches den Qualitätsanforderungen der DIN 2000 entspricht; insbesondere ist es danach auch frei von festen und Feinstpartikeln. Auf dem Weg zur Hausinstallation können sich jedoch Sinterinkrustationen von den Rohren lösen und in die Wasserleitung gelangen, so wie es auch möglich ist, dass in Neubaugebieten oder bei Arbeiten am öffentlichen Netz Sand und andere Verschmutzungen in die Hausanschlussleitung gelangen. Damit diese Einschwemmungen keine Schäden verursachen, sind entsprechend DIN 1988 für metallische Rohre pflichtgemäß und für Kunststoffrohre empfohlenermaßen Filter nach DIN 19632 einzubauen. Diese Filter, auch Feinstfilter genannt, werden im Hausanschlussraum zwischen dem Wasserzähler und dem Druckminderer installiert. Die metallenen Rohre werden so vor diversen Korrosionserscheinungen wie Lochfraß mit möglich folgendem Rohrbruch geschützt; die Armaturen setzen sich nicht zu und bleiben funktionsfähig.
Im Wesentlichen gibt es zwei Filterbauarten, rückspülbare und nicht-rückspülbare Filter, sowie solche mit automatischer Anzeige aufgrund des größer werdenden Differenzdruckes des sich zusetzenden Filters. Bei rückspülbaren Filtern wird mit Öffnen eines Kugelhahnes die Durchflussrichtung geändert, wobei sich die Filterpartikel vom Filtergewebe lösen und über einen Ablauf fortgeschwemmt werden. Bei nicht-rückspülbaren Filtern muss der Filtereinsatz, meist ein Filterstrumpf, ausgewechselt werden.
Beide Filterarten bedürfen einer regelmäßigen Inspektion und Wartung, die entweder vom Betreiber der Hausanlage oder von einem Vertragsinstallationsunternehmen (VIU) durchzuführen ist.

### Technische Wasserfilter
Viele unterschiedliche Typen von Filter werden bei der Aufbereitung von Brauchwässern für die Industrie und der Trinkwassergewinnung verwendet. Die wichtigsten Filtertypen sind:
- Behälter mit Schüttungen von Filtermassen, kurz als X-Filter bezeichnet. X steht dabei für den Namen der verwendeten Filtermasse wie beispielsweise Sand, Kies, Aktivkohle, Hydroanthrazit, Kalkstein oder basische Materialien wie Magno.
- Anschwemmfilter
- Polstofffilter
- Kerzenfilter
- Raumfilter
- Schichtbettfilter
- Magnetfilter

Mit diesen Filtern werden im Rohwasser enthaltene ungelöste Substanzen und Schad- und Trübstoffe vermindert oder entfernt. Im Rohwasser gelöste Eisen- und Manganverbindungen werden durch Zugabe von Luftsauerstoff oder seltener oxidativer Chemikalien in unlösliche Oxidhydrate umgewandelt und können im Filter abgetrennt werden. Für die bessere Entfernung von Trübstoffen werden häufig Flockungsmittel und/oder Flockungshilfsmittel zusätzlich vor den Filtern dem Rohwasser zudosiert. Chloramine, organische Halogenverbindungen und Spuren von Pestiziden können mit Aktivkohle durch Adsorption entfernt werden.
Aggressive Kohlensäure wird über basische Filtermassen abgebunden; weiteres hierzu unter Entsäuerung.

### Abtropf-Filter in der Alchemie

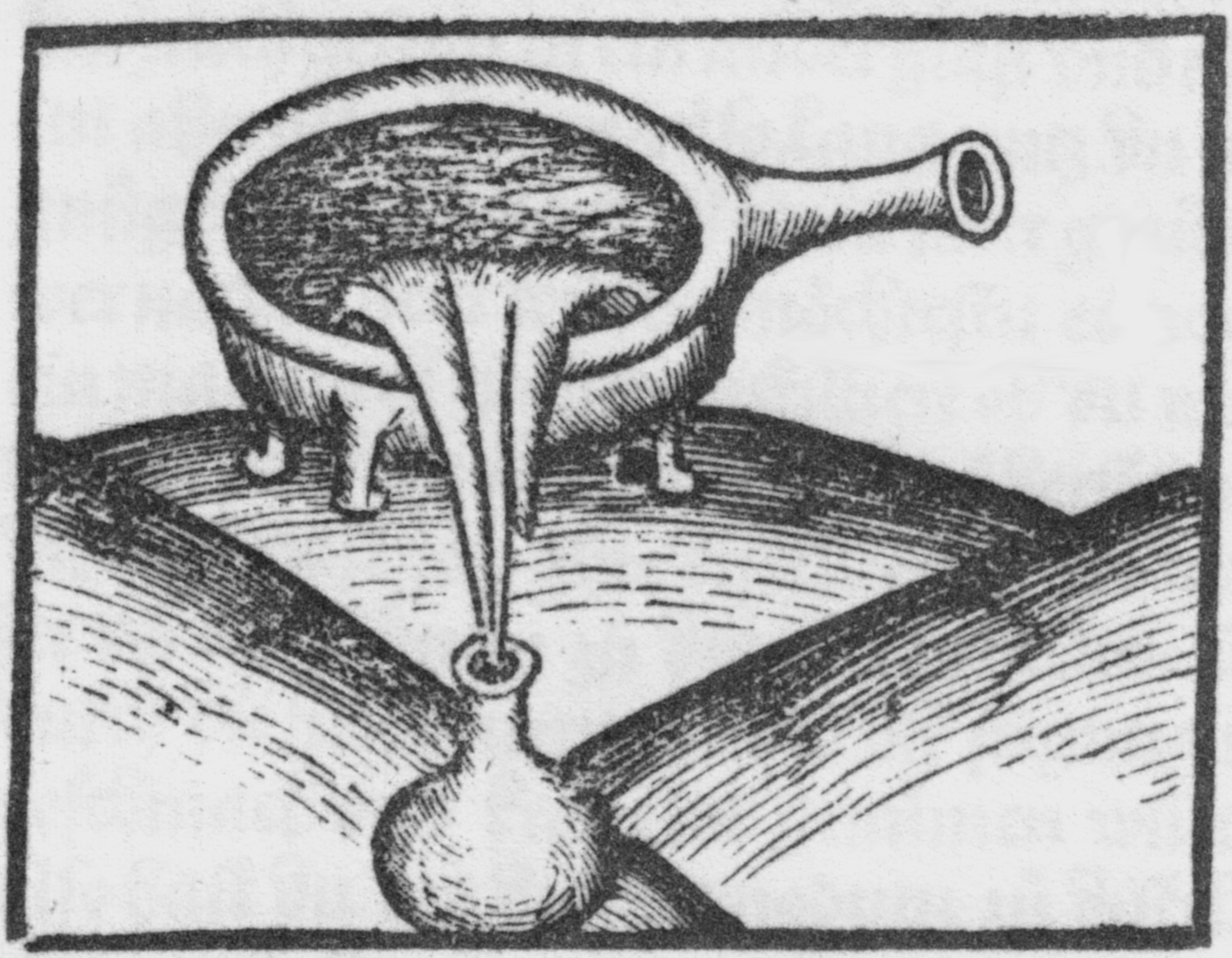
Destillatio per filtrum (Abtropfen durch ein Filter)

In seinem Kleinen Destillierbuch (1500) beschrieb Hieronymus Brunschwig alchemistische Destillationstechniken. Dazu gehörte auch die „distillatio per filtrum“ – Destillation (Abtropfen) durch ein Filter (aus Filz oder Wolltuch): Dreieckige Schafswollfilze wurden drei Querfinger tief mit dem breiten Ende in ein offenes, glasiertes Gefäß eingetaucht, in dem sich die zu filternde („destillierende“) Flüssigkeit befand. Das spitze Ende des Filzes tauchte in ein tiefer gesetztes Gefäß („viole“) ein, in dem das Destillat aufgefangen wurde. Dieses Verfahren wurde vornehmlich zur Reinigung („rectifizierung“) von Wässern genutzt, die man mit anderen Verfahren gewonnen hatte. Das Verfahren ähnelte unserer Filtration, konnte aber auch zur Trennung nicht mischbarer Flüssigkeiten eingesetzt werden.